# Joseph Larmor
Joseph Larmor (ur. 11 lipca 1857 w Magheragall, zm. 19 maja 1942 w Holywood) – irlandzki fizyk i matematyk.
Prowadził badania w zakresie magnetyzmu, elektrodynamiki, teorii elektronu i struktury atomu. Odkrył precesję orbit elektronowych w atomie, tzw. precesję Larmora. Był profesorem uniwersytetów w Galway i Cambridge oraz członkiem Royal Society w Londynie. Laureat Medalu Copleya.

## Życiorys
W latach 1876–83 studiował w St John’s College na Uniwersytecie Cambridge; licencjat otrzymał w roku 1880 z najlepszym wynikiem (ang. Senior Wrangler) .
W 1919 roku zapoczątkował teorię dynama magnetohydrodynamicznego, sugerując że pole magnetyczne Słońca powstaje w wyniku ruchu wirowego substancji przewodzącej prąd elektryczny (plazmy), podobnie jak pole magnetyczne wytwarza obracająca się tarcza w dysku Faradaya.
Larmor został uhonorowany wieloma wyróżnieniami za swój wkład w rozwój fizyki i matematyki. W 1914 roku dostał De Morgan Medal, nagrodę za osiągnięcia w dziedzinie matematyki, przyznawaną przez The London Mathematical Society. W 1915 roku otrzymał Royal Medal, zaś w 1921 roku Medal Copleya, nagrody naukowe przyznawane przez Royal Society w Londynie.
W latach 1911–1922 zasiadał w brytyjskim parlamencie z okręgu wyborczego Cambridge University. Posiadał tytuł szlachecki Sir.
Nazwy wielkości i zjawisk pochodzące od jego nazwiska: precesja Larmora, częstotliwość Larmora, orbita Larmora, promień Larmora, wzór Larmora, twierdzenie Larmora.